# 森帕赫战役
森帕赫战役（德語：Schlacht bei Sempach），亦称“森帕赫之战”，是1386年7月9日奥地利和旧瑞士邦联之间爆发的一场大战，地点在今瑞士卢塞恩州的小镇森帕赫。奥地利军队由奥地利公爵利奧波德三世亲自统帅，瑞士军队则以卢塞恩的力量为主，乌里施维茨和翁特瓦尔登提供后勤支持。奥军在战斗中惨败，包括利奧波德三世在内的多名贵族阵亡。森帕赫战役是瑞士立国的重要事件之一，也标志着瑞士从一个松散的联盟转变为更加团结的邦联。